# TEAH
TEAH（テア、本名：小金井 てあ、1978年4月14日 - ）は、日本の俳優。東京都出身。血液型はO型。身長188cm、体重81kg。所属事務所はサードポジション。

## 人物
中学1年から高校2年生まではヴェルディ川崎（現・東京ヴェルディ）のユースに所属していた（ポジションはDF）。
三池崇史にスカウトされたのが芸能界入りのきっかけとなる。

## 出演

### 映画
- 漂流街 THE HAZARD CITY（2000年11月11日公開） - マーリオ 役
- キューティーガール 美少女ボウラー危機一発（2003年公開） - 井上刑事 役
- ファイト☆ガールズ（2003年公開） - ジャム 役
- IZO（2004年公開）- 僧兵二 役
- 龍が如く 劇場版（2007年公開、東映）
- SS エスエス（2008年公開）- カブキ 役

### テレビドラマ
- 人間の証明2001 （2001年、テレビ東京）- ジョニー・ヘイワード 役
- ウソコイ（2001年、フジテレビ） - BJ 役

### オリジナルビデオ
- マネーギャング　極楽同盟 （2001年発売）- 皆川瞬 役
- 殺し屋1 （2003年1月発売）- 赤熊大 役